# Тольфа
Тольфа (італ. Tolfa) — муніципалітет в Італії, у регіоні Лаціо,  метрополійне місто Рим-Столиця.
Тольфа розташована на відстані близько 55 км на північний захід від Рима.
Населення — 5227 осіб (2014).
Щорічний фестиваль відбувається 1 вересня. Покровитель — Sant'Egidio.

## Демографія
Населення за роками:

Станом на 1 січня 2023 року в муніципалітеті офіційно проживали 364 іноземці з 29 країн, серед них 219 громадян країн Євросоюзу та 8 громадян України.

## Сусідні муніципалітети
- Аллум'єре
- Блера
- Браччано
- Канале-Монтерано
- Черветері
- Манціана
- Монте-Романо
- Санта-Маринелла
- Таркуїнія
- Веяно